# Marano di Napoli
Marano di Napoli község (comune) Olaszország Campania régiójában, Nápoly megyében.

## Fekvése
Nápolytól 9 km-re északnyugatra fekszik. Határai: Carbonara di Nola, Domicella, Marzano di Nola, Nola, Palma Campania, San Paolo Bel Sito és Visciano.

## Története
Hírét a kőfejtőinek köszönheti, amelyek finom tufáját elsősorban a nagy nápolyi építkezésekhez használták fel. A kőfejtőket montesiknek nevezik.
Marano ugyanakkor híres volt mezőgazdaságáról, elsősorban zöldborsót és cseresznyét termesztettek. Ma azonban csak néhány család folytatja ezen hagyományokat.

## Népessége
A népesség számának alakulása:

## Főbb látnivalói
- Castello di Monteleone
- Castello Scilla
- San Castrese-templom
- Madonna dell’Annunziata-templom